# 3月7日 (旧暦)
旧暦3月7日（きゅうれきさんがつなのか）は旧暦3月の7日目である。六曜は先負である。

## できごと
- 天武天皇3年（ユリウス暦674年4月17日） - 対馬の国司が、日本で初めて産出された銀を朝廷に献上
- 永仁元年（ユリウス暦1293年4月14日） - 鎌倉幕府が、蒙古再来に備え九州の裁判と軍事指揮を行う鎮西探題を博多に設置
- 正慶元年/元弘2年（ユリウス暦1332年4月2日） - 鎌倉幕府が、元弘の乱で挙兵した後醍醐天皇の隠岐への流罪を決定
- 永禄4年（1561年_月_日） - 長尾景虎（後の上杉謙信）が北条氏の小田原城を包囲するが攻め落とせず撤退
- 文化2年（グレゴリオ暦1805年4月6日） - 長崎に来航中のロシア使節ニコライ・レザノフに通商拒絶を通告

## 誕生日
- 慶長7年（グレゴリオ暦1602年4月28日） - 徳川頼宣、初代紀州藩主・徳川家康の十男（+ 1671年）
- 慶長13年（グレゴリオ暦1608年4月21日） - 中江藤樹、儒学者・日本陽明学派の祖（+ 1648年）
- 文化9年（グレゴリオ暦1812年4月18日） - 白石正一郎、商人（+ 1880年）
- 文化10年（グレゴリオ暦1813年4月7日） - 真木保臣、久留米藩士・志士（+ 1864年）
- 天保6年（グレゴリオ暦1835年4月4日） - 壬生基修、政治家（+ 1906年）

## 忌日
- 推古天皇36年（ユリウス暦628年4月15日） - 推古天皇、33代天皇（* 554年）